# Laticorona longa
Laticorona longa är en insektsart som beskrevs av Cai 1994. Laticorona longa ingår i släktet Laticorona och familjen dvärgstritar. Inga underarter finns listade i Catalogue of Life.